# 原田敏明
原田 敏明（はらだ としあき、1893年11月1日 - 1983年1月17日）は、日本の民俗学者、宗教学者。東海大学名誉教授。熊本県出身。

## 経歴
1893年、熊本県山本郡吉松村（現在の熊本市北区（鹿本郡植木町））に原田官太の二男として生れる。吉松尋常高等小学校、熊本県立鹿本中学校（現在の熊本県立鹿本高等学校）を卒業の後、1919年、神宮皇學館本科を卒業。東京帝國大學文学部宗教学宗教史学科選科に入学。姉崎正治の指導のもと、「ヘブライの宗教意識の発達」を研究テーマとする。1922年に選科、1927年に本科を卒業。東大在学中には宗教学研究調査を委嘱され、雑誌『宗教研究』の編集などにも携わっている。
青山学院、東洋大学、大谷大学、龍谷大学、九州帝國大學、日本大学、東京帝國大學、京都帝國大學、東京文理科大学、大正大学などに出講、また帝国学士院からの研究費補助、「本邦農耕儀礼の宗教民族学的研究」のテーマで有栖川宮記念奨学金を受けるなどして、研究生活に従事。1937年に神宮皇學館講師として着任、のち教授となり、1940年に神宮皇學館が大学に昇格すると同大学教授として在任し、廃学の1946年までその職にあった。神宮皇學館においては、神社調査部を設けた他、神道研究室を開設してその研究主任をつとめ、同室には研究員として岡田米夫や池山聡助が入った。安津素彦・葦津珍彦らが研究員に名を連ねる日本文化中央連盟の理事にもなっている。
神宮皇學館大學の廃学に際会すると、原田はその存続を望んで対策を講じたが、万策つきて熊本に帰る。1949年、熊本大学法文学部教授兼第五高等学校校長に就任、法文学部長や附属図書館長などの役職を歴任する。1959年に定年退官し、請われて東海大学文学部教授として赴任、町田市に居を移した。1966年4月、東海大学第五高等学校（現・東海大学付属福岡高等学校）の初代校長に就任。そのほか東海大学では、文明研究所長・文学部長・図書館長などに任じられ、1974年定年退職、名誉教授の称号を授与された。また、1963年紫綬褒章、1966年勲三等瑞宝章を受章している。
1983年1月、東海大学附属病院にて死去。91歳。長男敏丸は、大阪大学名誉教授。

## 学問
- 専門は、宗教学・民俗学。村の宗教などについて解明。全国的な農村の踏査をもとに、日本の農耕儀礼や宮座など宗教・祭事について社会学的研究を行った。1956年には、社会と伝承の会を設立して会誌『社会と伝承』を発行している[4]。教え子に櫻井勝之進（元多賀大社宮司・芦屋大学教授）などがいる。
- 彼の蔵書は自身の名前「敏明」の「敏」の字にちなんで毎文社文庫と名付けていたが、没後、遺族により皇學館大学に寄贈。國學院大學日本文化研究所「劣化画像の再生活用と資料化に関する基礎的研究」プロジェクトと皇學館大学神道研究所との共同研究によってデータベース化されている。

## 著書

### 単著
- 『日本古代宗教』 中央公論社、1948年
- 『古代日本の信仰と社会』 彰考書院、1948年
- 『日本宗教交渉史論』 中央公論社、1949年
- 『神社　民俗学からみる』 至文堂〈日本歴史新書〉、1961年
- 『宗教と民俗』 東海大学出版会、1970年
- 『宗教と社会』 東海大学出版会、1971年
- 『日本古代思想』 中央公論社、1971年
- 『村の祭祀』 中央公論社、1975年
- 『村祭と座』 中央公論社、1976年
- 『宗教と生活』 東海大学出版会、1977年
- 『古事記と日本書紀との比較』 大和書房、1978年
- 『村の祭と聖なるもの』 中央公論社、1980年
- 『宗教 神 祭』 岩田書院、2004年

### 訳書
- ゼームス・リューバ 『宗教の心理学的研究』 同文館、1927年

### 監修
- 『熊本県の歴史』 文画堂〈新日本郷土史大系〉、1957年
- 『日本祭礼行事集成』 平凡社、1967年-